# Renata Piernitzka
Renata Piernitzka, coniugata Szeib (Tczew, 30 luglio 1944), è un'ex cestista polacca.

## Carriera
Con la Polonia ha disputato due edizioni dei Campionati europei (1968, 1970).